# Castello di Český Šternberk
Il castello di Český Šternberk è un maniero medievale situato all'estremità occidentale dell'omonimo villaggio, nel distretto di Benešov nella Boemia Centrale, in Repubblica Ceca.
La fortezza rappresenta un caso quasi unico di complesso rimasto ininterrottamente di proprietà della famiglia fondatrice dalla metà del XIII secolo fino al 1949, quando il bene venne nazionalizzato.

## Storia

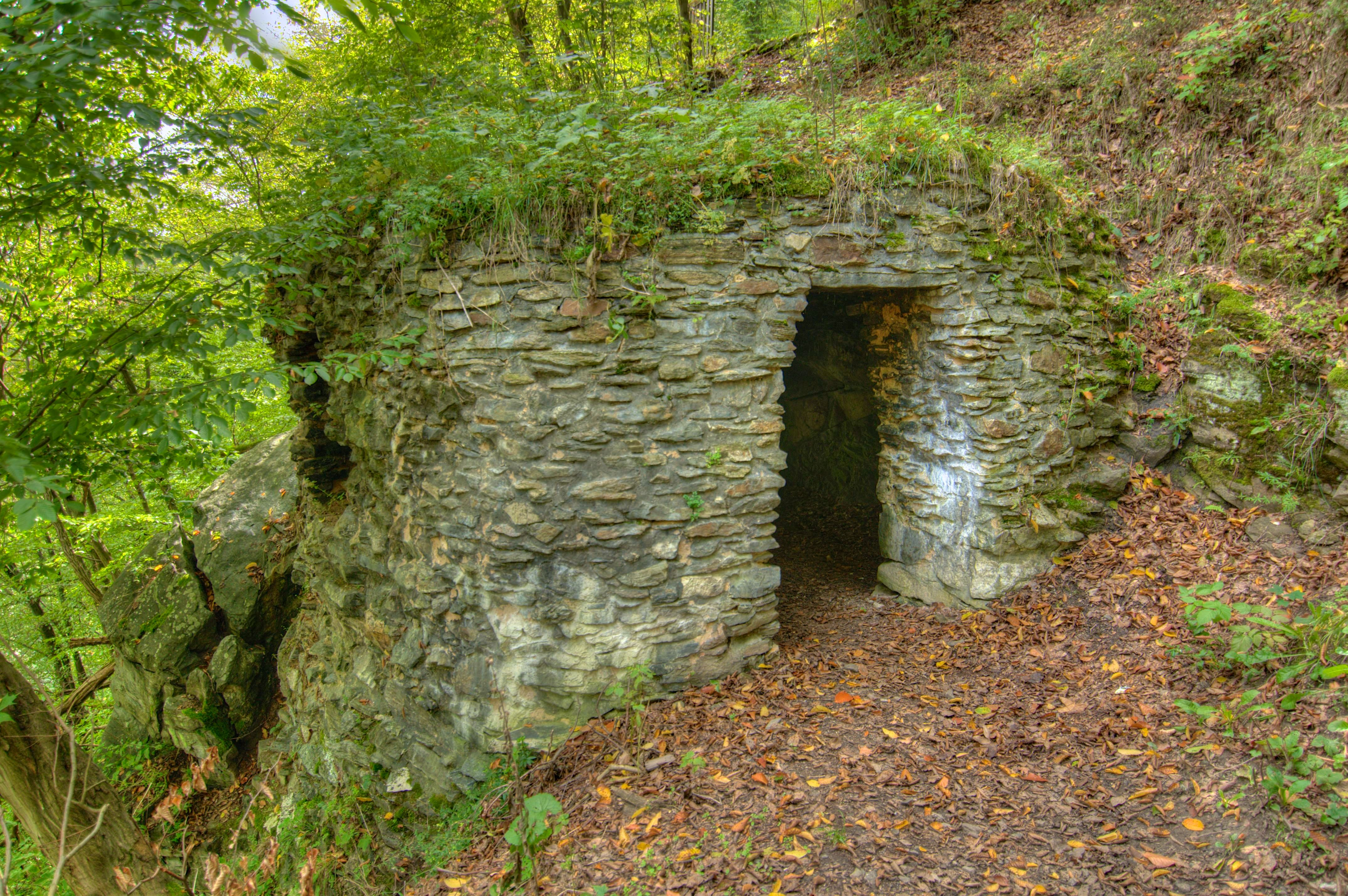
Resti delle fortificazioni originali

Il castello di Český Šternberk fu edificato in seguito alle invasioni dei mongoli nel 1241. Inizialmente aveva una forma irregolare e fu costruito in fretta e furia per far fronte all'invasione.
Nel Quattrocento, Zdeněk von Sternberg, un uomo molto potente all'epoca, controllava vari castelli cechi, fra cui quello di Český Šternberk. Sternberg era diventato talmente potente che tentò, invano, di sottomettere re Giorgio di Poděbrady. Il re riuscì a placare la ribellione impadronendosi dei castelli ribelli. 
Il castello torno agli Sternberg solo nel 1480, con il matrimonio di Peter von Sternberg con la principessa di Boemia, che gli donò il castello in occasione loro matrimonio.
Il castello, notevolmente ampliato nel corso dei secoli, fu demolito nel Seicento durante la rivolta contro Asburgo che innescò la Guerra dei Trent'Anni. Nel 1660, Václav Georg von Sternberg,  figlio del famoso naturalista Kaspar Maria von Sternberg demolito quasi completamente il sistema difensivo del castello, ampliando notevolmente la parte residenziale. Il castello fu perso nuovamente dalla famiglia Sternberg nel 1949, perché passò allo Stato Cecoslovacco. Nel 1991, alla caduta del regime cecoslovacco, il castello è passato, ancora una volta agli Sternberg, che lo posseggono ancora oggi.

## Architettura e Interni

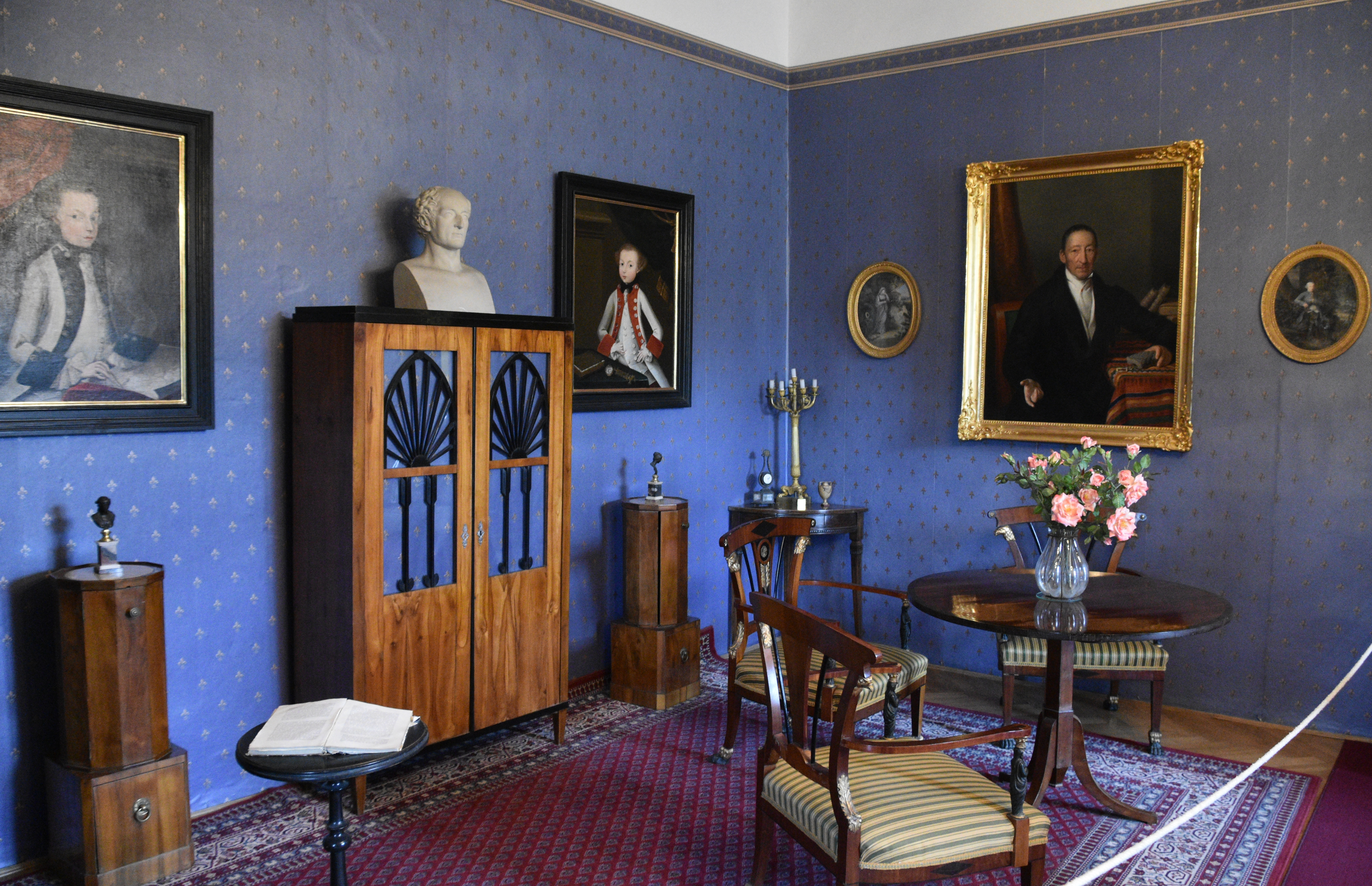
La rytířskou halu

L'aspetto odierno è dovuto soprattutto alle modifiche del Castello di Český Šternberk avvenute nel 1660. Lo scalone principale marmoreo conduce alla rytířskou halu (Sala dei Cavalieri), ornata da stemmi e ritratti dei generali che combatterono durante la Guerra dei Trent'Anni.
C'è, poi, la žlutá místnošt (Camera Gialla), affrescata nella seconda metà del Seicento pittore italiano Carlo Moretti Brentano. La Knihovna sedmňáctého století (Biblioteca Seicentesca) conserva manoscritti che vanno dal 1690 al XVIII secolo.

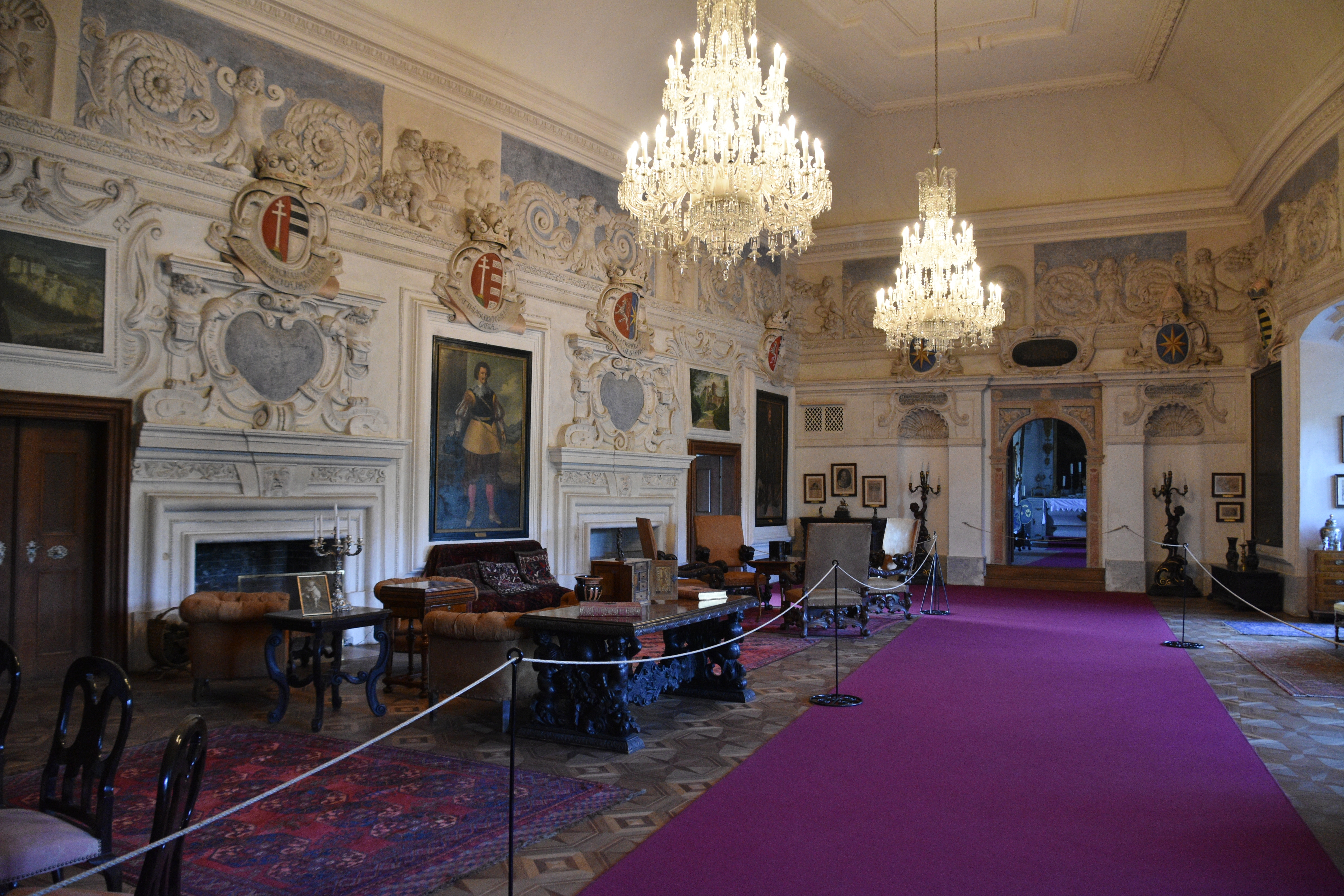
La žlutá místnošt